# 俄羅斯的薇拉·康斯坦丁諾芙娜女大公
薇拉·康斯坦丁諾芙娜（俄语：Вера Константиновна，1854年2月16日—1912年4月11日），俄羅斯康斯坦丁大公的女兒，沙皇尼古拉一世的孫女。

## 家庭
1874年，薇拉·康斯坦丁諾芙娜與符騰堡的歐根公爵結婚，兩人共有兩個女兒：
1. 艾爾莎（1876年—1936年）
2. 奧爾加（英语：Duchess Olga of Württemberg）（1876年—1932年）